# Carl Correus
Carl Julius Correus, född 9 januari 1864 i Malmö, död där 15 februari 1923, var en svensk företagsledare.
Correus, som var son till handskmakarmästare Heinrich Correus och Jakobina Thuldahl, blev journalist 1881, var redaktör för Tidning för Skaraborgs län 1885 och medarbetare i dagliga tidningen Figaro i Stockholm 1886. Han lämnade även historiska bidrag till periodiska tidningen Malmö Nya Allehanda 1888-89 under signaturen "Sixtus" (bland annat artikelserien "Malmöbilder från förr och nu" införd 9 mars 1889-20 april 1889). Efter handelsstudier i utlandet etablerade han sig 1893 som köpman i Malmö och var verkställande direktör för AB Nordiska Magasinet där från 1903. Han var sekreterare i och organisator av Sveriges minuthandlares riksförbund 1908–1912 samt under dessa år redaktör för dess tidskrift. Han organiserade föreningen Feriehem för handel och industri 1916 och Malmö manufakturhandlareförening 1918. Han var ledamot av Skånes skiljenämnd för handel och industri från dess bildande 1898 och arrangör av "Svenska veckan" i Malmö 1911.